# Вецселпилс
Вецселпилс, ранее Селпилс — древний населённый пункт в Селии. В наше время находится в Селпилсской волости, Салского края. Был военным укреплением и важной частью Даугавского торгового пути. С 1621 года до XVIII века обладал правами города.

## История

### История доXIII в.
На левом берегу Даугавы, напротив горы Олынькалнс, у древней переправы находилось Селпилское городище. После строительства Плявиньской ГЭС от городища остался только островок в реке. Археологические раскопки показали, что Селпилское городище было населено уже во второй половине первого тысячелетия до н. э. Под остатками стен замка Ливонского ордена был найден культурный слой земли древних селов. Селы проживали на территории размером в 10 000 м², на которой обнаружены остатки донемецких укреплений и плохо сохранившиеся жилые и хозяйственные здания. В городище были обнаружены останки древнего замка селов, слои стен — бывшая квадратная башня с подземным ходом.

### Ливонский крестовый поход(XIII в.)
В 1207 году крестоносцы окружили замок и заставили селов подчиниться. В 1208 году в труднодоступном месте на берегу Даугавы высотой в 20 метров крестоносцы построили замок. Первый Селийский епископ Бернгард из Липпе выбрал Селпилс первой столицей Селийского епископства, из которой было задумано покорить и покрестить, проживающих на левом берегу Даугавы, селов, земгалов и аукштайтов. В 1251 году Селийско-Земгальское епископство было ликвидировано и было разделено между Рижским архиепископством (⅔ часть территории) и Ливонским орденом (⅓ часть территории).

### В составе государства Ливонского ордена (XIV—XVI вв.)

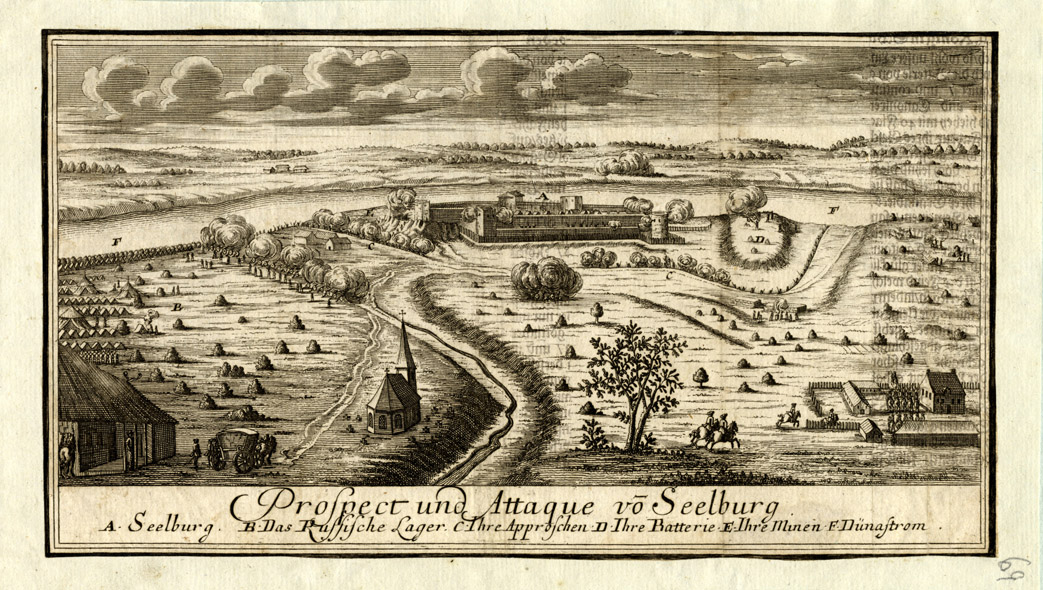
Атака русских войск на Селпилс. 1705 год

В конце XIV в. Ливонский орден усилил своё влияние на левом берегу Даугавы, построив крепость Сельбург (нем. Selburg). После постройки каменного замка в нём находился центр Селпилского фогства. Уже в середине XVI века здесь была церковь.

### В составе герцогства Курляндия и Семигалия
В конце XVI века Готхард Кетлер разделил герцогство между двумя сыновьями, Селпилс достался герцогу Семигалии Вильгельму. В начале XVII века рядом с крепостью образовалось процветающее поселение, которое в 1621 году получило от герцога Фридриха Кетлера права города. Экономической основой города была торговля по Даугаве между Ригой и городами Речи Посполитой. В то время вся территория Аугшземе (Селия) входила в Селпилское обергауптманство и его центром был Селпилс. Во времена Польско-шведских войн в крепости происходили мирные переговоры между Швецией и Речью Посполитой, но в 1627 году город сожгли. В 1705 году, во времена Северной войны, шведские солдаты при приближении русских войск взорвали замок. В поселении наступил длительный экономический упадок, и следующие владельцы этой земли продлевать права города не стали.

## Достопримечательности

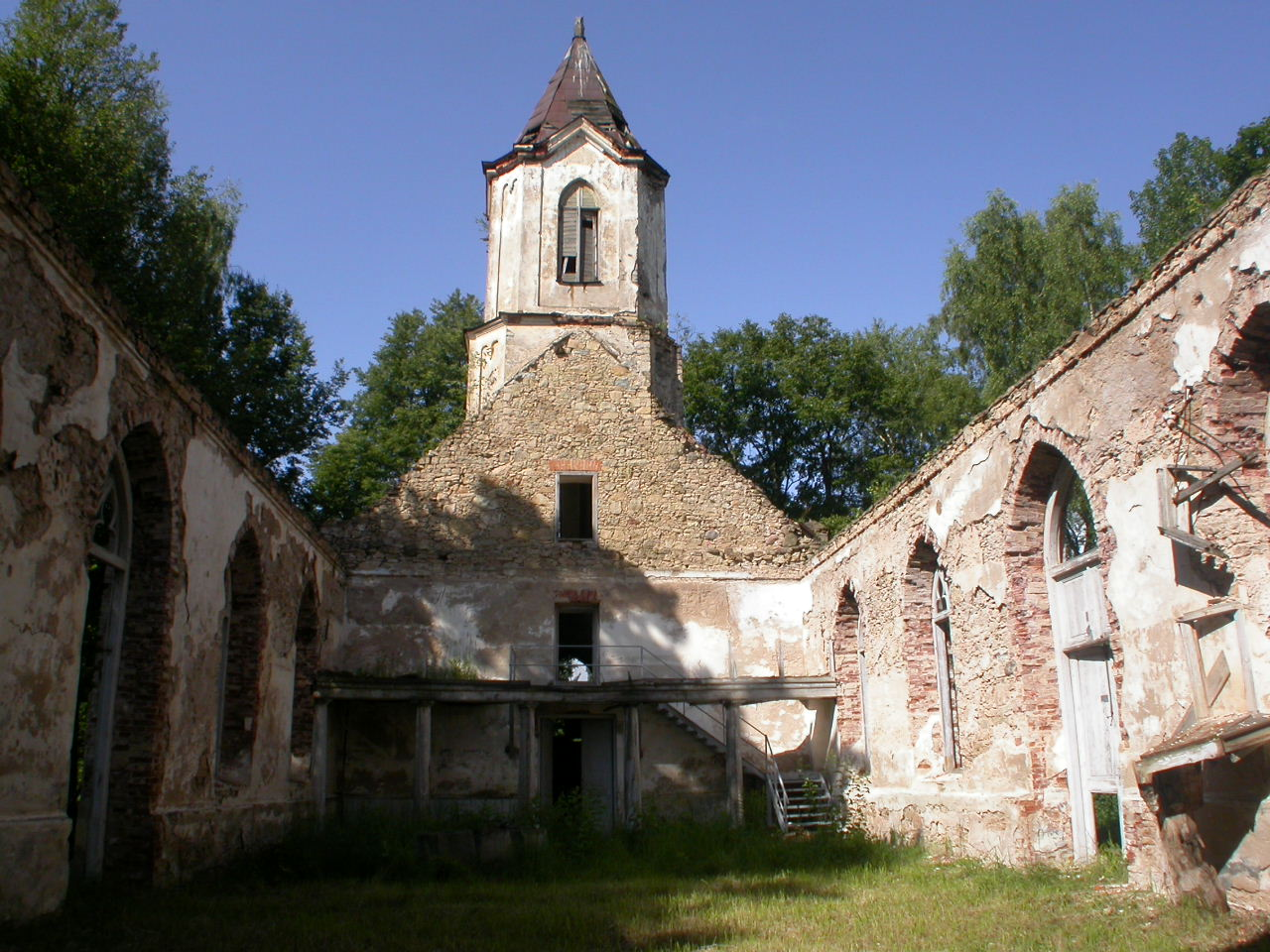
Руины Селпилской лютеранской церкви

- Селпилское городище с руинами замка Ливонского ордена.
- Селпилская лютеранская церковь — одна из четырёх церквей Селпилса. Сильно пострадала во Второй мировой войне.
- Братская могила партизан и жертв бандитизма. Находится на юго-западной окраине Вецселпилса.